# Carcharhinus oxyrhynchus
Carcharhinus oxyrhynchus – gatunek rekina z rodziny żarłaczowatych. Zamieszkuje płytkie tropikalne wody u wybrzeży północno-wschodniej Ameryki Południowej, od Trynidadu na północy po północną Brazylię na południu. Preferuje siedliska o mulistym dnie w pobliżu lasów namorzynowych, estuariów i ujść rzek, choć nie jest to gatunek amfidromiczny, przystosowany do życia zarówno w słonej i słodkiej wodzie. Posiada wydłużoną spłaszczoną głowę z ostro zakończonym pyskiem i dużym U-kształtnym otworem gębowym. Cechą charakterystyczną tego gatunku są duże szerokie, trójkątne płetwy piersiowe. Dorosłe osobniki nie przekraczają zwykle 1,5–1,6 m długości.
Dieta tego rekina składa się głównie z małych ryb kostnoszkieletowych. Podobnie jak inne żarłaczowate jest żyworodny. Samica rodzi od 2 do 8 młodych w trakcie pory deszczowej, zwykle co drugi rok. Gatunek ten zdolny jest do przesuwania cyklu reprodukcyjnego z uwagi na niedogodne warunki środowiskowe. Nie stanowi zagrożenia dla człowieka. W celach komercyjnych poławiany jest głównie dla mięsa, czasami znajdowany jako przyłów. Z uwagi na ograniczony zasięg występowania oraz mocny spadek wielkości populacji w porównaniu do powolnego tempa reprodukcyjnego, Międzynarodowa Unia Ochrony Przyrody uznała tego rekina za gatunek krytycznie zagrożony (CR).

## Taksonomia i filogenetyka

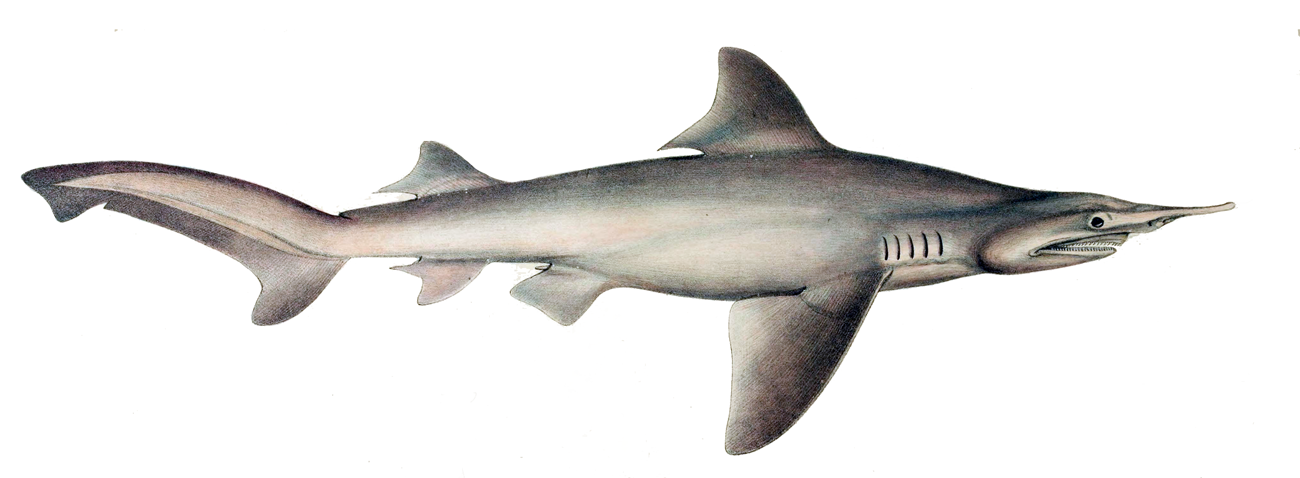
Rycina przedstawiająca I. oxyrhynchus z pracy Müllera i Henle.

Rekin ten został po raz pierwszy opisany jako Carcharias oxyrhynchus przez niemieckich biologów Johannesa Petera Müllera i Jakoba Henle w 1839 roku w pracy pt. „Systematische Beschreibung der Plagiostomen". Holotyp oznaczony numerem katalogowym BMNH 1843.2.1.7 znajduje się w zbiorach Muzeum Historii Naturalnej w Londynie. Epitet gatunkowy pochodzi od greckich słów „oxys" – zaostrzony i „rhynchos" oznaczającego nos. W 1862 roku amerykański ichtiolog Theodore Nicholas Gill stworzył dla tego gatunku nowy rodzaj Isogomphodon, powstały po połączeniu greckich słów „isos" (równy), „gomphos" (gwóźdź lub kołek) i „odous" (ząb). Przez późniejszych autorów rodzaj ten został uznany za synonim Carcharhinus. W 1950 roku Stewart Springer, amerykański specjalista od zachowań rekinów, przywrócił ważność tego rodzaju. Isogomphodon wraz z Prionace i Nasolamia są ściśle powiązane z rodzajem Carcharhinus. W 2012 roku Gavin Naylor i inni na podstawie analizy filogenetycznej mitochondrianego DNA uznali, że I. oxyrhynchus jest najbardziej bazalnym przedstawicielem „grupy Carcharhinus”, dlatego w 2023 roku został przeniesiony do rodzaju Carcharhinus. Drugi poznany, wymarły już gatunek I. acuarius datuje się na środkowy eocen (45 mln lat temu).

## Występowanie i środowisko
Isogomphodon oxyrhynchus zamieszkuje wody przybrzeżne północno-wschodniej Ameryki Południowej – u wybrzeża Trynidadu, Gujany, Surinamu, Gujany Francuskiej i północnej Brazylii. Południowa granica zasięgu sięga prawdopodobnie po Valença w centralnej części brazylijskiego stanu Bahia, choć brak danych na temat połowów tego rekina tak daleko na południu.
Zamieszkuje części akwenów o głębokości 4-40 metrów, preferując wody mętne o mulistym lub piaszczystym dnie. Im bardziej przejrzysta woda tym mniej obserwuje się osobników. Badania wykazują, że samice zamieszkują głębsze wody i schodzą na większe głębokości niż samce. Rekiny te spotyka się wzdłuż górnych krawędzi szelfów kontynentalnych, w pobliżu rozległych lasów namorzynowych, estuariów oraz ujść rzek, w tym Amazonki, choć nie jest to gatunek amfidromiczny, przystosowany do życia zarówno w słonej i słodkiej wodzie. Zasolenie wody na obszarach występowania tego gatunku waha się między 20 – 34 ppt, natomiast amplituda pływów wynosi nawet 7 metrów. Z uwagi na nietolerancję wody o niskim zasoleniu populacje tego rekina sezonowo przemieszczają się, przebywając w porze suchej (od czerwca do listopada) w przybrzeżnych wodach, by w trakcie pory deszczowej (grudzień-maj) przenieść się do głębszych, otwartych wód dalej od brzegu. Brak informacji na temat długodystansowych migracji, choć możliwe, że rekiny te okresowo wędrują wzdłuż północno-wschodniego wybrzeża Ameryki Południowej.

## Cechy morfologiczne

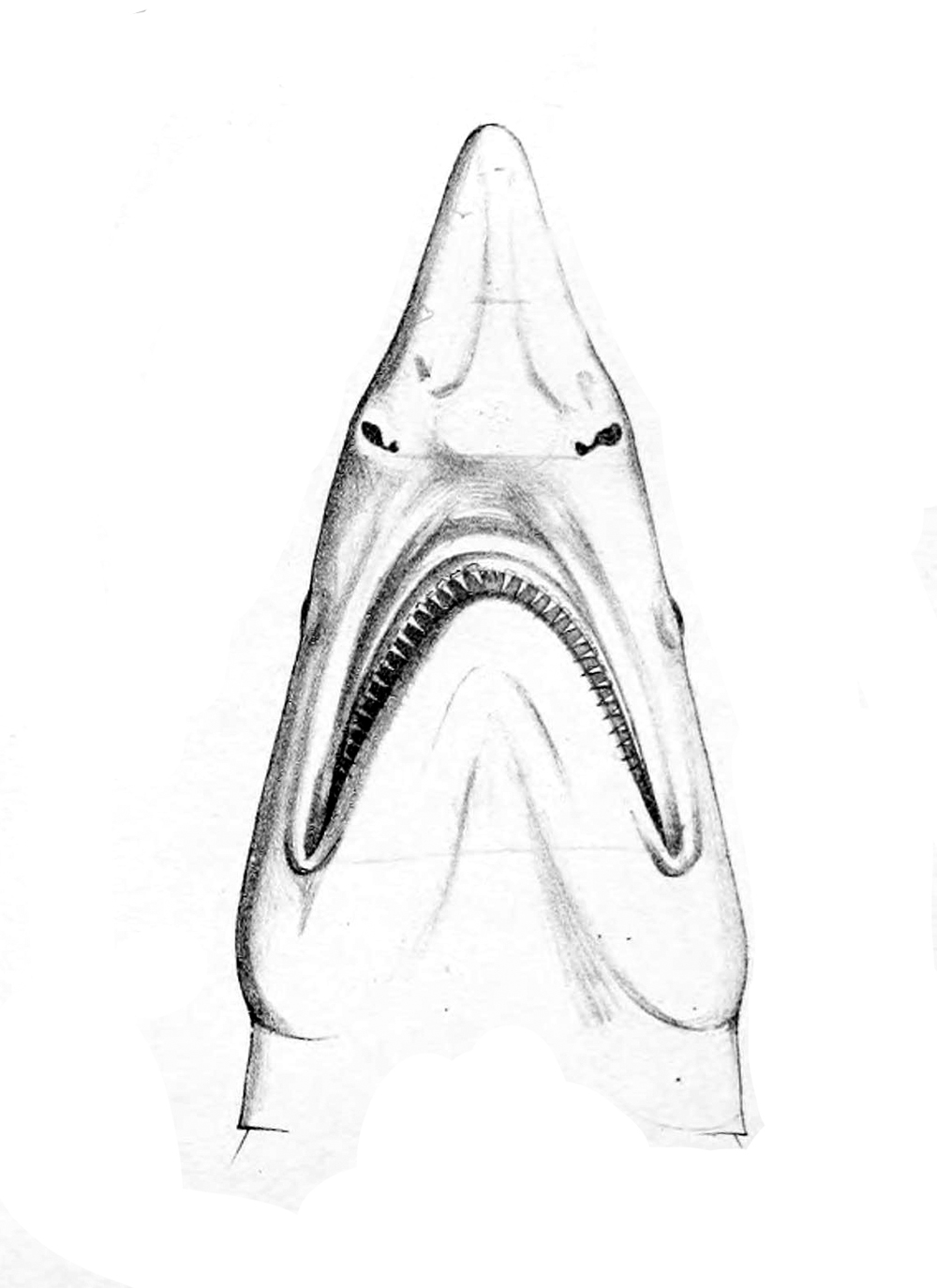
Rycina przedstawiająca pysk C. oxyrhynchus z pracy Müllera i Henle.

Rekin ten posiada wrzecionowaty, wydłużony, lekko zbudowany korpus. Cechą charakterystyczną tego gatunku jest wydłużona wąska głowa o ostro zakończonym pysku ze stosunkowo dużym, U-kształtnym otworem gębowym (stąd angielska nazwa daggernose shark – rekin sztyletonosy). W szczękach mieści się kilka rzędów zębów. Pierwszy z nich ułożony jest pionowo, a każdy kolejny coraz bardziej pochylony ku tyłowi. W razie utraty któregoś z zębów na jego miejsce przesuwa się następny z kolejnego rzędu. Trzon górnych zębów jest masywny i trójkątny o piłkowanych krawędziach po obu stronach, podstawa jest szeroka, bocznie spłaszczona. Mniejsze dolne zęby posiadają gładkie ostre krawędzie, wąski trzon i szerszą podstawę w stosunku do szczytu zęba. W górnej szczęce mieści się 49–60 zębów, w dolnej 49–58. Okrągłe nozdrza osadzone są po bokach pyska – bliżej otworu gębowego, niż szczytu pyska – posiadają małe trójkątne fałdy skórne. Stosunkowo małe, okrągłe oczy wyposażone są w fałdy półksiężycowate spojówek (ochraniające migotkę). Za nimi znajdują się niewielkie owalne tryskawki. Rekin ten posiada pięć niedużych równych szczelin skrzelowych. Na spodzie pyska widoczne są liczne elektroreceptory zwane ampułkami Lorenziniego.
Tępo zakończona pierwsza, stosunkowo niska, trójkątna płetwa grzbietowa ma długą, dużą, wolną, dalszą końcówkę. Kształtem przypomina łagodnie wygięty ku tyłowi sierp. Mniejsza druga płetwa grzbietowa ma romboidalny kształt i szeroką podstawę. Umiejscowiona jest nad płetwą odbytową. Pomiędzy płetwami grzbietowymi widoczny jest wyraźny międzygrzbietowy łuk. Zaokrąglone na końcach płetwy piersiowe są długie i szerokie, z mocno zagiętą dystalną krawędzią. Ulokowane są tuż za ostatnią parą szczelin skrzelowych. Małe płetwy brzuszne, podobnie jak pierwsza druga grzbietowa, mają romboidalny kształt i szeroką podstawę. U samca z wewnętrznej, tylnej części płetw brzusznych wykształcił się narząd kopulacyjny zwany pterygopodium. Płetwa odbytowa jest nieco mniejsza od drugiej płetwy grzbietowej. Posiada zaokrągloną, mocno wygiętą ku tyłowi dolną i ostrą wolną górną końcówkę. Na końcu ogona mieści się długa, heterocerkiczna, asymetryczna płetwa ogonowa. Na końcu jej górnego łuku, kilkukrotnie dłuższego od dolnego, mieści się duży szeroki trójkątny fałd skórny poprzedzony wyraźnym wcięciem. U podstawy płetwy ogonowej widoczna jest mała skórna bruzda.
Skórę pokrywają romboidalne połyskujące łuski plakoidalne. Grzbiet rekina ma jasno lub ciemnoszarą barwę, niekiedy z żółtym lub brązowym odbarwieniami. Spód i boki są nieco jaśniejsze, barwy białej lub srebrnej. Płetwa ogonowa oraz dystalna krawędź płetwy grzbietowej są ciemniejsze od korpusu. Na bokach i spodzie ciała występują nieregularne ciemne plamki. Samce osiągają zazwyczaj 1,4 m, samice są większe i mogą mierzyć nawet 1,6-1,7 m. Wielkość jest cechą dymorfizmu płciowego. Istnieją niepotwierdzone dane na temat osobników mierzących 2,0-2,4 m. Dorosłe osobniki osiągają masę 13 kilogramów.

## Biologia i ekologia
Na obszarach występowania I. oxyrhynchus dominującymi gatunkami rekinów są łopatogłów (Sphyrna tiburo) oraz Carcharhinus porosus. Wydłużony pysk i małe oczy tego rekina, są prawdopodobnie skutkiem życia w mętnych osadowych wodach. Do orientacji przy poruszaniu się i poszukiwaniu pokarmu używane są elektroreceptory umiejscowione na spodzie pyska, służące do elektrolokacji oraz linia boczna złożona z neuromastów, wrażliwych na ruchy oraz ciśnienie wody, a nawet jej skład chemiczny. Budowa pyska przypomina budowę pysków u rekina chochlika (Mitsukurina owstoni), niektórych gatunków z rodzaju Apristurus oraz długopyskich chimer – wszystkie te gatunki zamieszkują głębiny oceaniczne. Długie szczęki i liczne drobne zęby u I. oxyrhynchus przystosowane są do polowania na małe ryby kostnoszkieletowe, które stanowią główny element diety tego rekina. Odżywia się głównie śledziowatymi, sardelowatymi, kulbinowatymi i sumokształtnymi.

### Cykl życiowy
Podobnie jak inne żarłaczowate jest żyworodny. Samce dojrzewają płciowo po osiągnięciu ponad 100 centymetrów długości, w wieku 5-6 lat; samice zaś po osiągnięciu 115 cm w wieku 6-7 lat. Gody mają miejsce podczas pory deszczowej – od grudnia do maja. Gatunek ten zdolny jest do przesuwania cyklu reprodukcyjnego nawet o cztery miesiące z uwagi na niedogodne warunki środowiskowe, choćby opóźnienie pory deszczowej. W okresie godów pobudzone samce uporczywie próbują doprowadzić do kopulacji, często w sposób agresywny, gryząc samicę w okolicy płetwy grzbietowej i płetw piersiowych. Jest to typowe zachowanie dla żarłaczowatych. Kopulacja ma miejsce w płytkich przybrzeżnych wodach i odbywa się za pomocą pterygopodium, narządu wykształconego z dystalnych fragmentów płetw brzusznych samców. Embriony w ciele matki zużywają zapasy żółtka z pęcherzyka żółtkowego, który później łączy się ze ścianą macicy, tworząc tzw. łożysko żółtkowe, dzięki któremu dostarczane jest pożywianie z organizmu matki. Po trwającej 12 miesięcy ciąży samica rodzi od 2 do 8 młodych. W przeciwieństwie do innych żarłaczowatych, liczba młodych nie zależy od rozmiarów matki. Większy wpływ na wielkość miotu mają czynniki środowiskowe takie jak dostępność pokarmu czy temperatura. Na czas porodu samice wracają do płytkich przybrzeżnych wód, w miejsca takie jak wybrzeża brazylijskiego stanu Maranhão. Noworodki mierzą około 42 cm i od chwili narodzin potrafią swobodnie pływać i pobierać pokarm. Samice zachodzą w ciążę zwykle co drugi rok. Najstarsze złowione osobniki miały odpowiednio 7 (samiec) i 12 lat (samica), co sugeruje, że samice dożywają 20, a samce około 12 lat.

## Relacje z ludźmi
Rekin ten nie stanowi zagrożenia dla ludzi z uwagi na niewielkie rozmiary i drobne zęby. Poławiany jest sporadycznie przez miejscowych rybaków u wybrzeży Trynidadu, Gujany, Surinamu i Gujany Francuskiej. Stanowi 10% połowów rekinów u wybrzeży północnej Brazylii, gdzie znajdowany jest najczęściej jako przyłów w sieciach skrzelowych przeznaczonych do połowów makreli hiszpańskiej (Scomberomorus maculatus) i kulbińca z gatunku Cynoscion acoupa w pobliżu ujść rzek w trakcie pory suchej. Choć popularne na rynku, mięso tego rekina nie jest wysoko cenione. Międzynarodowa Unia Ochrony Przyrody uznała I. oxyrhynchus za gatunek krytycznie zagrożony i wpisała do Czerwonej księgi gatunków zagrożonych, z uwagi na endemiczność i ograniczony obszar występowania oraz możliwość przełowienia z uwagi na powolne tempo reprodukcyjne i dużą śmiertelność młodych w pierwszym roku życia (nawet 61,1%). Wielkość populacji I. oxyrhynchus spadła o 90% w przeciągu dekady u wybrzeży Brazylii, prawdopodobnie również na innych obszarach występowania. Analiza demograficzna przeprowadzona przez Santana i Lessa w 2002 roku, wskazuje, że wielkość populacji maleje nawet o 18,4% rocznie. Pomimo tego intensywność połowów wciąż wzrasta. IUCN zaleca pilne wdrożenia odpowiednich programów ochrony oraz szczegółowe monitorowanie połowów tego gatunku u wybrzeży Brazylii, ale i również innych krajów. Rekin ten wpisany został w 2004 roku na brazylijską listę gatunków zagrożonych (ang. Brazilian National list of Endangered Species – IBAMA) przez Ministerstwo Środowiska Brazylii.